# Phrynosoma wigginsi
Espèce
Statut CITES
Phrynosoma wigginsi est une espèce de sauriens de la famille des Phrynosomatidae.

## Répartition
Cette espèce est endémique de l’État de Basse-Californie du Sud au Mexique.

## Étymologie
Cette espèce est nommée en l'honneur d'Ira L. Wiggins qui a contribué à la connaissance de la flore du désert de Sonora.

## Publication originale
- Montanucci, 2004 : Geographic variation in Phrynosoma coronatum (Lacertilia, Phrynosomatidae): further evidence for a peninsular archipelago. Herpetologica, vol. 60, no 1, p. 117-139.